# Bleekrodea tonkinensis
Bleekrodea tonkinensis är en mullbärsväxtart som beskrevs av Eberhardt och Dubard. Bleekrodea tonkinensis ingår i släktet Bleekrodea och familjen mullbärsväxter. Inga underarter finns listade i Catalogue of Life.